# Nola pseudomajor
Nola pseudomajor är en fjärilsart som beskrevs av De Toulgoët 1965. Nola pseudomajor ingår i släktet Nola och familjen trågspinnare. Inga underarter finns listade i Catalogue of Life.